# Triomphe d'Alsace
Pour les articles homonymes, voir Alsace (homonymie).
Le triomphe d'Alsace est un cépage de raisins noirs.

## Origine et répartition géographique
Le triomphe d'Alsace est une obtention de Eugène Kuhlmann vers 1911 en croisant (Vitis riparia × Vitis rupestris) × Goldriesling dans les installations du Institut Viticole Oberlin à Colmar en Alsace et commercialisé à partir de 1921.
Le cépage est un hybride avec des parentages de Vitis vinifera, Vitis riparia et Vitis rupestris.
Du même croisement sont issus les cépages Lucie Kuhlmann, Léon Millot, Maréchal Foch, Maréchal Joffre, Pinard, Etoile I et Etoile II .

## Aptitudes culturales
La maturité est de première époque précoce: 5 - 6 jours avant le chasselas.

## Potentiel technologique
Les grappes sont petites et les baies sont de taille très petite. La grappe est cylindrique, ailée et lâche. Le cépage est peu vigoureux.
Le vin rouge a un goût légèrement framboisé.

## Synonymes
Le triomphe d'Alsace est connu sous le nom 319-1 Kuhlmann.